# 우드사이드, 퀸스
우드 사이드 (Woodside)는 뉴욕시의 퀸즈 (Queens) 자치구 서부 지역에 있는 주거 및 상업지구다.  남쪽으로는 Maspeth, 북쪽으로는 Astoria, 서쪽으로 Sunnyside, 동쪽으로는 Elmhurst와 Jackson Heights에 접해있다. 맨해튼을 벗어난 퀸스지역이므로 루즈벨트 에비뉴 근처를 제외한 동네는 조용한 주거지역이라는 인식이 강하며 실제로도 그렇다. 동네는 주로 Queens Community Board 2 에 위치하고 있으며, Community Board 1에도 일부 위치한다.
19 세기에는 Newtown (현재 Elmhurst )의 일부였다. 윈필드에 인접한 지역은 우드 사이드를 관할하는 우체국에 통합되었고, 결과적으로 윈 필드는 우드 사이드 로서의 정체성을 잃게 되었다.  그러나 1860년대에 대규모 주거지 개발이 이루어지면서 1930년대까지 뉴욕시내 아일랜드인 인구의 80 %가 이곳에 모이게 되었고, 그 결과 뉴욕시내에서 가장 큰 아일랜드 커뮤니티를 형성하게 되었다. 또한 1990년대 초반에 아시아계 미국인 가정이 이 지역으로 대거 이주하여 아시아계 미국인 가정이 30%의 인구비율을 차지하게 된다.  최근에는 남아시아인과 라틴계 인종의 이주가 많아졌다.
이주민들의 역사가 긴 덕에 다양한 먹거리를 찾아볼 수 있다. 특히 태국 요리, 필리핀 요리 및 남미 식당이 즐비하여 사람들이 많이 찾는 곳이기도 하다.

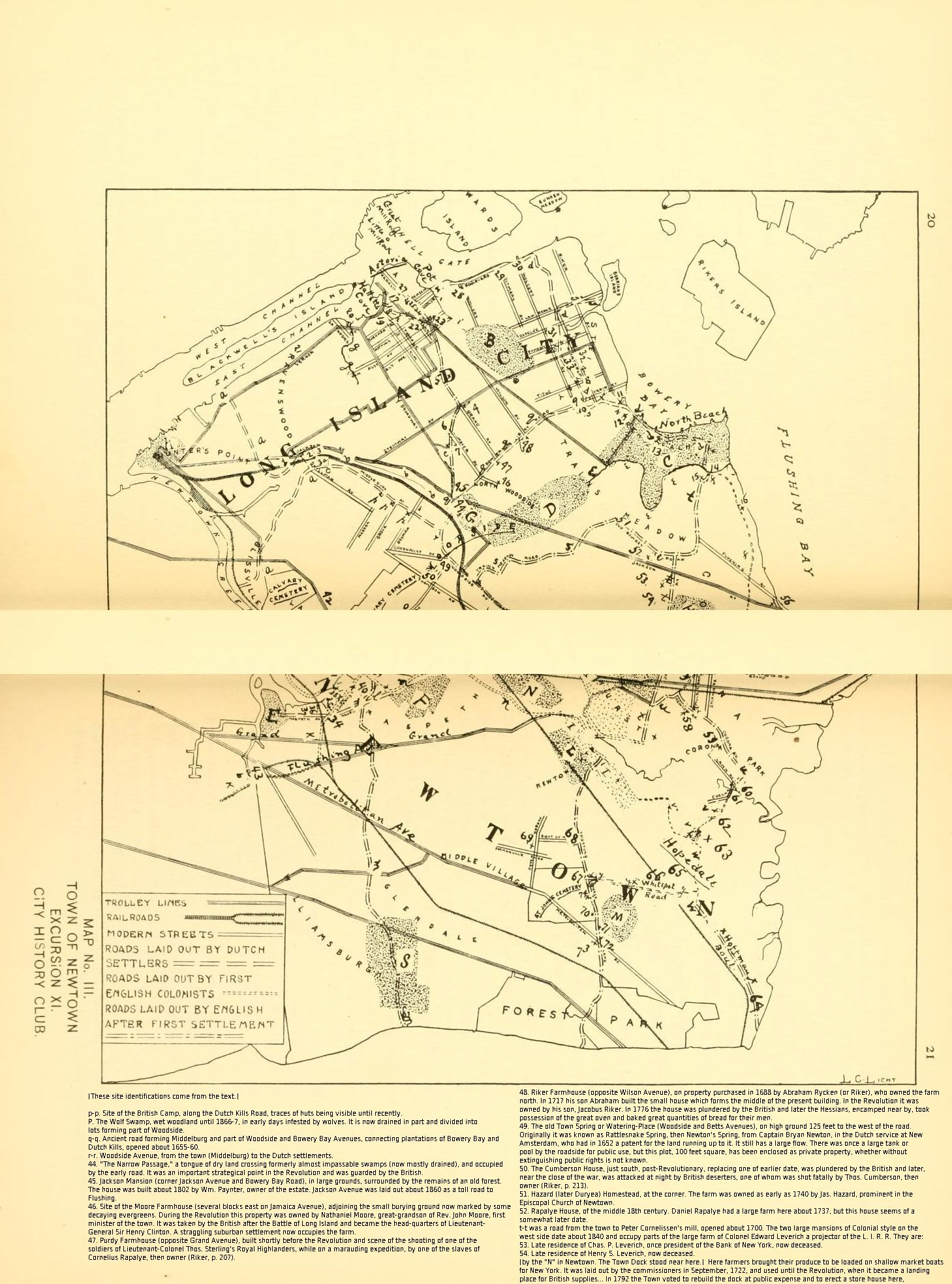
1908 뉴타운 타운의지도.
"Map No. III. Town of Newtown. Excursion XI. City History Club.", a map drawn by L.C. Licht. Due to tight binding, this two-page map is missing its middle section. It shows locations in Woodside and surrounding areas of Queens in the mid-17th-mid-19th centuries along with streets, railroads, and trolley lines from the year in which it was made (1908). Modern Woodside is shown as "Woodside" and "North Woodside."

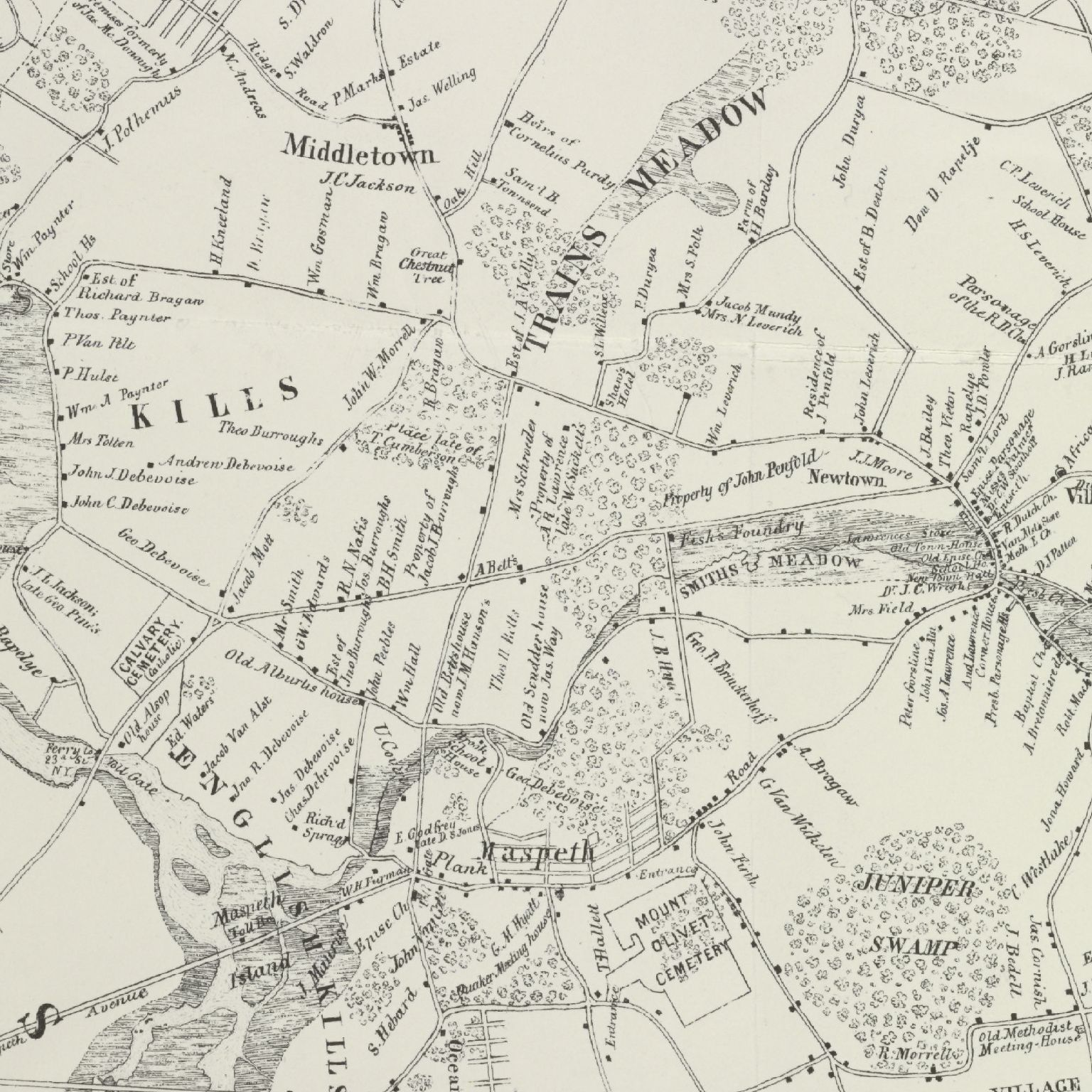
Newtown, 롱 아일랜드의지도에서 세부 사항. "Newtown의 연보"에서 언급된 지역을 전시하도록 설계되었다. J. Riker, Jr. 1852에 의해 편집 됨.
This map shows the area that would become Woodside, bounded in the west by Middletown and Dutch Kills (shown as "Kills" in the detail), in the south by English Kills and Maspeth, and in the east by the Village of Newtown (shown as "Vill" in the detail). Woodside's northern boundary is approximately the top border of the map. The "Great Chestnut Tree" was actually located on the west side of the road where it is shown.

영국과 네덜란드인이 정착하여 (Woodside)마을을 형성한 지난 2세기 이전에는 거의 사람이 살지 않는 동네였다. 비옥하지만 습기가 많아 아메리카 인디언 거주자는 "나쁜 물의 장소"라고 불렀다. 초기 유럽인들은 흐르는 샘을 더러 "늪지대, 진흙 투성이 늪지대"및 "늪지대의 풀"이있는 곳으로 부르기도 하였으며, 19 세기에 이르러 습지가 완화되기 이전에는 늑대의 늪지대라는 이름으로 불리기도 하였다. 어둡고 습한 탓에 가축을 비롯한 주거민들이 상위 포식자들을 경계해야 했다.
Woodside에서 가장 오래된 장소로 기록된 곳 중 하나가 Bryan Newton 선장 소유 Rattlesnake Spring이다.  주변 지역은 스네이크 우즈 (Snake Woods)로 불렸고, 한 지역신문에는 "뉴욕의 식민지 시절, 뱀이 우글거리며 늑대가 도사리고 있는 늪지대라 자살의 낙원이다"라는 주장이 실리기도 했다.
우드 사이드는 18 세기 초에 농부들이 정착하며 형성되었다.  시간이 지남에 따라 주민들은 농작물로 경제적 수익을 얻기 시작했다.  습지는 가축들을 사육할 풀이 자랐으며 농작물은 주변의 건지에서 수확하였다.  18 세기 중엽에 이 지역의 농민들은 늪지의 일부를 흘려 경작지를 넓히고 자연 포식자를 없애기 위해 숲 일부를 잘라냈다. 농업 농산물은 뉴욕시에서 시장을 발견했으며 19세기 초반이 지역은 "농부의 재산과 빌라의 아름다움에 매우 두드러졌다."  19세기 후반의 역사 학자는이 지역의 19세기 농장 중 하나를 목련 채취장, 경작지, 목초지, 과수원 및 쾌락 정원으로 기쁘게 섞은 것으로 묘사했다.  그는 "아마도 뉴욕 근처의 어느 곳이라도 더 그림 같은 곳을 찾는 것이 어려울 것"이라고 믿었다.  이번의 또 다른 관찰자는 Woodside의 "순수한 분위기와 쾌적한 경치"를 칭찬했다.